# Siebzehn und Vier

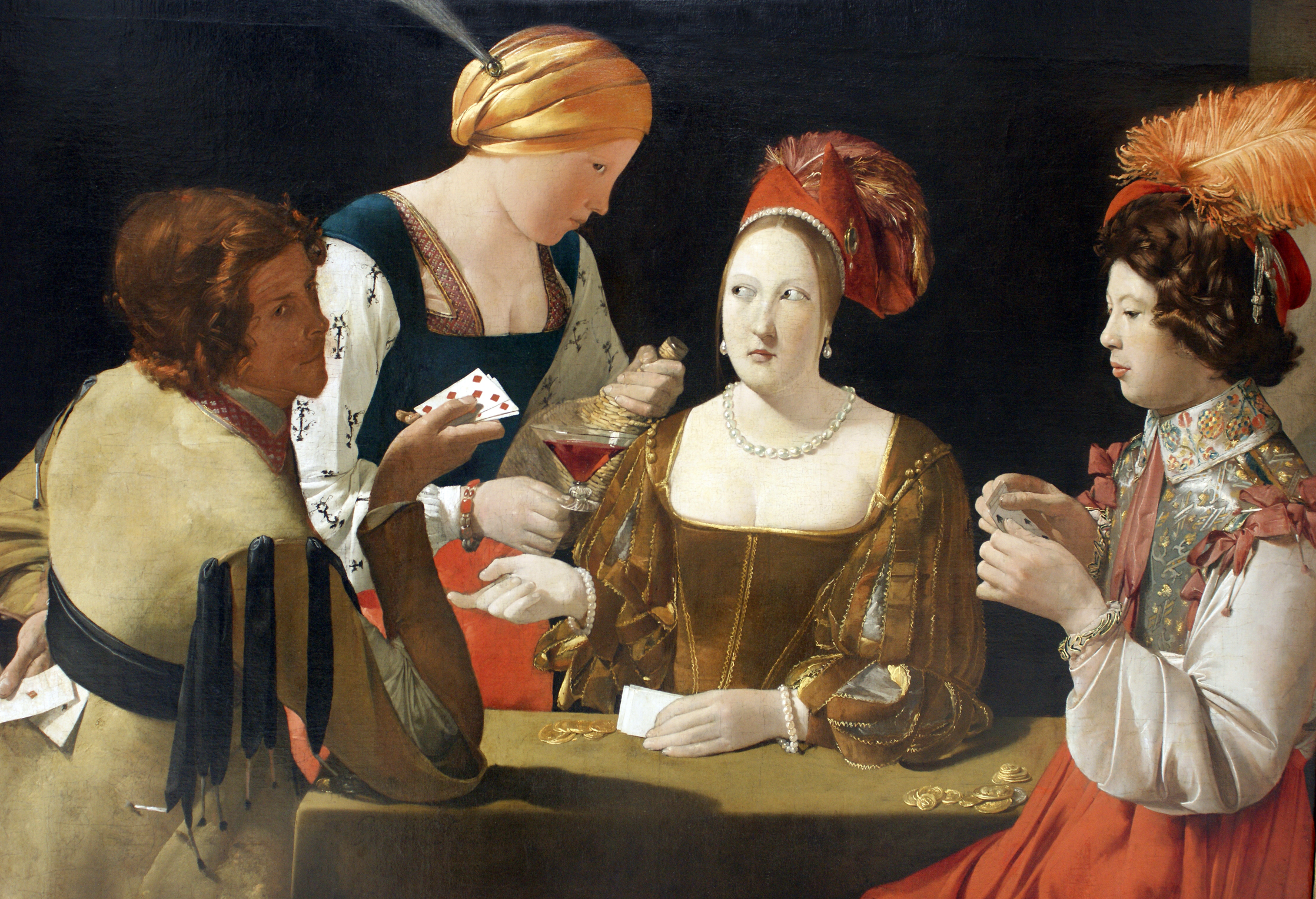
Georges de la Tour: Der Falschspieler mit dem Karo-Ass

Siebzehn und Vier, Einundzwanzig, früher auch Hopsen, fr. Vingt (et) un, engl. Pontoon oder Twenty one ist ein ursprünglich französisches Karten-Glücksspiel aus dem 18. Jahrhundert, wo es am Hof von Ludwig XV. sehr beliebt war. Zu Beginn des 20. Jahrhunderts entwickelte sich in den USA daraus das bekannte Casino-Spiel Black Jack. 
Das französische Vingt un ist seinerseits ein Abkömmling des älteren Trente un, bei dem es galt, 31 Punkte zu erreichen; die Zahl 31 wurde durch die Zahl 21 ersetzt, und es entstand das Vingt un.
Der englische Name Pontoon leitet sich vermutlich vom französischen Namen Vingt un ab.

## Das Spiel

### Allgemeines
Siebzehn und Vier wird entweder mit einem Paket zu 52 Blatt französischer Karten oder mit einem Paket zu 32 Blatt (Skatblatt) doppeldeutscher oder französischer Karten gespielt.
Jeder Spieler spielt für sich gegen den Bankhalter. Ziel des Spiels ist es, mit zwei oder mehr Karten näher an 21 Punkte heranzukommen als der Bankier, ohne dabei den Wert von 21 Punkten zu überschreiten.

### Die Zählwerte der Karten
Bei Verwendung von 52 Blatt zählen
- Ass elf Augen,
- König, Dame und Bube jeweils zehn Augen

und die Zahlenkarten gemäß ihrem aufgedruckten Wert.
Das beste Ergebnis ist 21 Punkte mit zwei Karten, eine geborene Einundzwanzig, also Ass und Bild bzw. Ass und Zehn. Diese Hand gewinnt häufig im Verhältnis 2:1.
Hat der Bankhalter 21 Punkte mit zwei Karten, so müssen die Spieler doppelt zahlen. Ein Spieler, der selbst ebenfalls 21 Punkte mit zwei Karten besitzt, verliert in diesem Fall aber nur einfach.
Bei Verwendung von 32 Blatt zählen
- Daus oder Ass elf Augen,
- König vier Augen,
- Ober oder Dame drei Augen,
- Unter oder Bube zwei Augen

und die Zahlenkarten (10, 9, 8, 7) gemäß ihrem aufgedruckten Wert.
Beim Spiel mit 32 Karten gilt als bestes Ergebnis vielfach eine nur aus zwei Assen bestehende Hand (Feuer), diese zählt dann nicht 22 Punkte, sondern gewinnt je nach Vereinbarung doppelt oder einfach.
Die Farben haben keinerlei Bedeutung.

### Spielablauf
Vor Beginn einer Partie legt der Bankhalter seinen Einsatz, das Banco, vor sich auf den Tisch, sodann setzen die Pointeure. Die Summe der Einsätze der Gegenspieler darf die Banksumme nicht überschreiten. Möchte ein Spieler einen Einsatz in der Höhe des aktuell in der Bank befindlichen Betrages riskieren, so sagt er Va banque oder Banco, dann darf kein anderer Spieler mehr setzen.
Haben alle Spieler gesetzt, so erhält jeder Spieler zwei Karten verdeckt, der Bankhalter jedoch nur eine, ebenfalls verdeckt. 
Der Spieler links vom Bankhalter erklärt nun als erster, ob er weitere Karten ziehen möchte oder nicht. Glaubt er nahe genug an 21 Punkte herangekommen zu sein, so lehnt er weitere Karten ab. Wer durch einen Kauf 22 oder mehr Punkte erreicht (sich verkauft, tot ist), muss sein Blatt aufdecken und verliert sofort.
In derselben Art werden nun nacheinander alle Spieler bedient. Zuletzt deckt der Bankhalter seine Karte auf, zieht seine zweite und nach Belieben eventuell weitere Karten. 
Überschreitet der Bankhalter den Wert von 21 Punkten, so gewinnen alle noch im Spiel verbliebenen Teilnehmer im Verhältnis 1:1; bleibt der Bankhalter jedoch bei weniger als 22 Punkten stehen, so gewinnen nur diejenigen Spieler, die zumindest einen Punkt mehr auf der Hand haben als der Bankhalter.
Der Bankhalter darf keine Gewinne aus der Bank entnehmen, es sei denn, er gibt die Bank ab – in diesem Fall gehört ihm natürlich der gesamte in der Bank befindliche Betrag.

### Regelvarianten

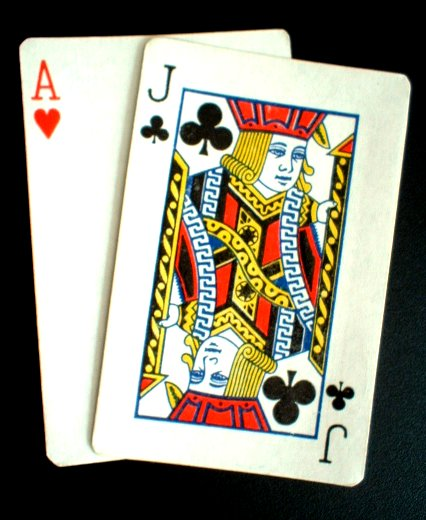
Ein Black Jack

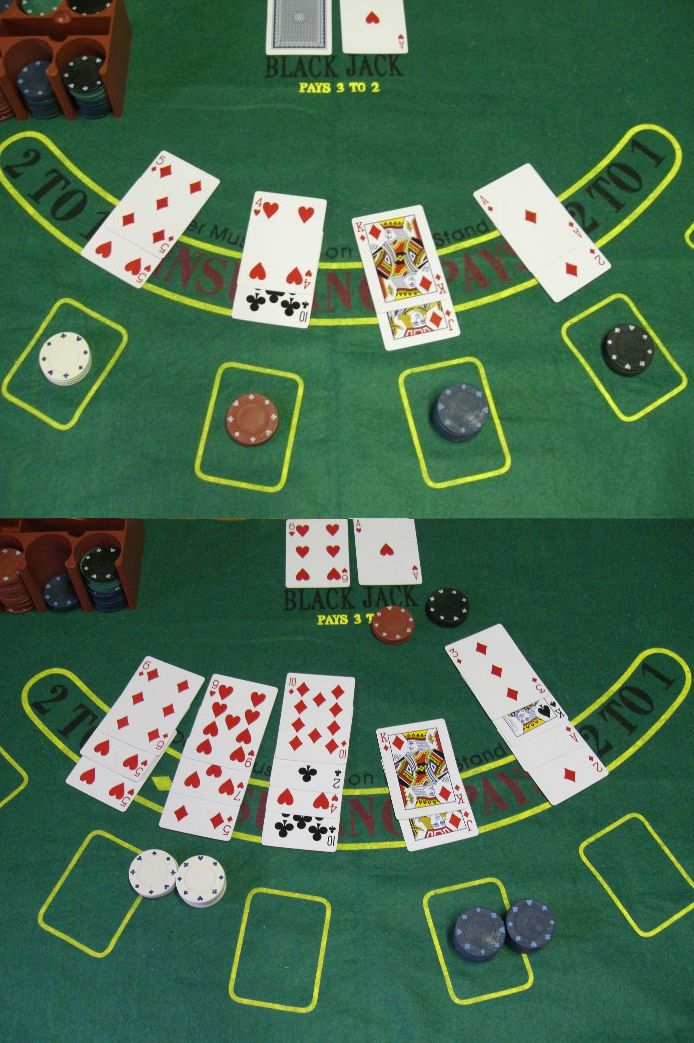
Beispiel eines Black-Jack-Spieles

In dieser Grundregel ist unschwer das spätere Black Jack zu erkennen – wobei die Regeln des Black Jack viele für den Spieler vorteilhafte Unterschiede aufweisen.
Siebzehn und Vier wird in vielen verschiedenen Varianten gespielt, die in unzähligen Details von der oben beschriebenen Regel abweichen.
Geläufige Varianten sind etwa:
- Die Spieler tätigen ihren Einsatz erst nach Erhalt ihrer ersten Karte.
- Vor dem Kauf weiterer Karten können die Spieler ihre Einsätze erhöhen: Ein Spieler muss mindestens um den Betrag erhöhen, den er als Erstes gesetzt hat, und darf den aktuellen Einsatz höchstens verdoppeln.

Beispiel: Ein Spieler setzt 1 €, und erhält die ersten beiden Karten. Er entschließt sich zu kaufen und erhöht seinen Einsatz um 1 €; nun möchte er noch eine weitere Karte verlangen und den Einsatz nochmals erhöhen. Tut er dies, so muss er den Einsatz mindestens auf 3 € steigern, darf aber höchstens um 2 € auf 4 € erhöhen.
Es kann auch vereinbart werden, dass vor dem Kauf einer weiteren Karte der Einsatz beliebig, also unabhängig vom Ersteinsatz, erhöht werden kann. Das Maximum ist in jedem Fall Banco abzüglich der Einsätze der übrigen am aktuellen Spiel beteiligten Spieler.
- Ist die Bank gesprengt, d. h. haben die Spieler den gesamten in der Bank befindlichen Betrag gewonnen, so muss die Bank abgegeben werden. Man kann auch vereinbaren, dass der Bankhalter die Bank nach einer bestimmten Anzahl von Spielrunden abgeben muss.
- Manchmal wird auch so gespielt, dass in einer Runde immer nur ein Spieler Karten erhält. Entweder spielt dann jeder Spieler allein gegen die Bank, oder die anderen Pointeure dürfen auf das Blatt dieses Spielers mitsetzen. Ein Spieler erhält solange die Karten, bis er ein Spiel verliert, dann erhält sein linker Nachbar die Karten (ähnlich beim Baccara banque). Selbstverständlich kann man aber auch vereinbaren, dass nach jedem einzelnen Spiel die Hand wechselt.
- Um das Mitzählen der Karten zu erschweren, kann vereinbart werden, dass ein Spieler seine Karten nicht zeigen muss, wenn er verloren hat. Dies kann auch für verdeckte Karten der Bank (erste Karte und ggf. Karte, die zum Tod geführt hat) gelten, wenn die Bank das laufende Spiel gegen alle gerade spielenden Spieler verloren hat.
- Des Weiteren wird gelegentlich die Regel verwendet, dass beim Spiel mit 32 Blatt eine Hand bestehend aus fünf Karten sofort gewinnt. Diese Regel war früher bei der Casinovariante von Black Jack (Five Card Charly) üblich, ist heute jedoch nicht mehr in Gebrauch.

## Verwandte Spiele
Abgesehen von Black Jack findet sich die Spielidee des Siebzehn und Vier in

### Trente (et) un
Trente (et) un (fr. einunddreißig) ist der Vorläufer von Vingt et un, die Regeln sind exakt dieselben, nur dass auf 31 anstatt auf 21 Punkte gespielt wird, es wird ein Paket zu 52 Blatt verwendet. Ein Ass und zwei Zehnerwerte sind eine geborene Einunddreißig und gewinnen doppelt (vgl. Belle, Fluss und Einunddreißig). Das griechische Kartenspiel 31 (Τριάντα ένα) ist eine zeitgenössische Variante jenes Vorläufers, bei der jedoch die zweitstärkste Hand 14 Punkte zählt.
Anmerkung: Das Kartenspiel Schwimmen ist auch unter dem Namen Einunddreißig bekannt.

### Onze et demi(e)
Das französische Onze et demi(e) (fr. elfeinhalb) bzw. dt. Halb zwölf wird mit einem Paket französischer Karten zu 52 Blatt gespielt. Das Ass zählt elf Punkte, Zwei bis Zehn zählen zwei bis zehn Punkte, die Figuren jeweils einen halben Punkt. Jeder Spieler erhält zu Beginn eine Karte verdeckt. Bestes Ergebnis ist ein geborenes Elfeinhalb, 11½ Punkte mit zwei Karten, d. h. ein Ass und eine Figur, in diesem Fall gewinnt der Spieler doppelt.
Hat ein Spieler als erste Karte ein Ass, so kann er „nach Luft schnappen“ (prendre l'air) und hat nun drei Versuche ein Bild zu erhalten und elfeinhalb Punkte zu erreichen.
Hat ein Spieler als erste Karte ein Bild, so deckt er seine Karte auf, und die übrigen Spieler dürfen auf seine Hand mitsetzen.
Hat die Bank ein Ass und ein Bild, so verlieren die Spieler doppelt, ausgenommen diejenigen, die selbst ein geborenes Elfeinhalb besitzen, diese verlieren einfach.
Ansonsten gelten sinngemäß die Regeln des Siebzehn und Vier.

### Sette e mezzo
Das italienische Sette e mezzo (it. siebeneinhalb) wird original mit 40 Blatt italienischer Spielkarten oder mit einem Paket französischer Karten ohne 8, 9 und 10 gespielt. Asso zählt einen Punkt, Zwei bis Sieben zählen zwei bis sieben Punkte, die Figuren (Fante, Cavall und Re) je einen halben Punkt. 
Jeder Spieler erhält zu Beginn eine Karte. Bestes Ergebnis ist Sette e mezzo reale, d. h. 7½ Punkte mit zwei Karten, d. h. eine Sieben und eine Figur, in diesem Fall gewinnt der Spieler doppelt. 
Hat die Bank eine Sieben und eine Figur, so verlieren die Spieler doppelt, ausgenommen diejenigen, die selbst siebeneinhalb Punkte mit zwei Karten besitzen, diese verlieren einfach.

### Quinze
Quinze (fr. fünfzehn): Hier wird auf 15 Punkte gespielt. Man verwendet ein Paket zu 52 Blatt; die Karten werden verdeckt geteilt; jeder Spieler erhält zu Beginn nur eine Karte. Es gibt keine erhöhten Gewinne. Bei Punktegleichstand sowie im Falle, dass sich beide Parteien verkaufen, wird das Spiel wiederholt. Da hier die Regeln symmetrisch sind, ist keine Partei im Vorteil.
Weitere verwandte Spiele sind
- Macao und
- Baccara

Die Idee des Siebzehn und Vier wird auch im Würfelspiel benutzt.